# Velika Ludina
Velika Ludina – wieś w Chorwacji, w żupanii sisacko-moslawińskiej, w gminie Velika Ludina. W 2011 roku liczyła 751 mieszkańców.